# United 93
United 93 è un film del 2006 scritto e diretto da Paul Greengrass, nominato agli Oscar per la miglior regia e il miglior montaggio, e vincitore di due BAFTA nella medesima categoria.
Il film racconta i fatti accaduti sul volo United Airlines 93, dirottato l'11 settembre 2001 nel corso dell'attacco terroristico che ha coinvolto il World Trade Center e il Pentagono che non raggiunse il suo obiettivo, che sarebbe stato, presumibilmente o la Casa Bianca o il Campidoglio, grazie alla ribellione dei passeggeri che costrinsero il terrorista che si trovava ai comandi a farlo precipitare.

## Trama
New York, mattino dell'11 settembre 2001: il terrorista Ziyad Jarrah recita le ultime preghiere del Corano nella sua stanza d'albergo assieme ai dirottatori Ahmed al-Haznawi, Ahmed al-Nami e Saeed al-Ghamdi. Dopo essersi rasati, i dirottatori si recano all'Aeroporto internazionale di Newark Liberty, e una volta saliti a bordo del volo United Airlines 93, un Boeing 757 diretto a San Francisco, insieme ai 33 passeggeri e ai 7 membri dell'equipaggio, sono costretti ad attendere la partenza con oltre 40 minuti di ritardo, a causa della congestione del traffico aereo.
Nel frattempo, al Centro FAA di Boston, un controllore ascolta uno strano messaggio di Mohamed Atta proveniente dal volo American Airlines 11 che afferma: «Abbiamo alcuni aerei, se state tranquilli andrà tutto bene. Stiamo tornando all'aeroporto». I controllori comprendono che l'aereo è stato dirottato, e che il Boeing 767 ha virato in direzione di New York. Circa 18 minuti più tardi, il volo 11 si schianta contro la Torre Nord del World Trade Center sempre a New York, ma i controllori non si rendono immediatamente conto dello schianto.
Poco dopo viene dirottato anche il volo United Airlines 175, un altro Boeing 767, che sta virando anch'esso in direzione di New York. I controllori vengono a conoscenza del dirottamento di quest'ultimo, e comprendono che si tratta di un dirottamento multiplo. Contemporaneamente, viene dirottato anche il volo American Airlines 77, un Boeing 757. Più tardi i controllori della FAA e del Northeast Air Defense Sector, assistono sbigottiti allo schianto del volo 175 contro la Torre Sud in diretta televisiva dalla CNN. Il dirigente operativo della FAA Ben Sliney decide allora di chiudere tutto lo spazio aereo su tutto il territorio americano, mentre il NEADS cerca inutilmente di inviare i caccia F-16 per intercettare gli altri aerei dirottati.
Alle 09:23, i piloti LeRoy Homer Jr. e Jason Dahl ricevono una comunicazione da parte della United Airlines: «Attenzione alle irruzioni in cabina. Due aerei hanno colpito il World Trade Center». Poco dopo, al-Haznawi entra nella toilette dell'aereo, dove assembla una bomba e la nasconde sotto la giacca. Alle 09:28, i terroristi entrano in azione anche sul volo 93: al-Ghamdi, armato di un coltello, prende in ostaggio la hostess Deborah Welsh, mentre al-Haznawi accoltella Mark Rothenberg, poi si toglie la giacca e mostra la bomba ai passeggeri. Mentre al-Haznawi e al-Ghamdi cacciano i passeggeri dalla cabina di prima classe, tra cui Tom Burnett e Mark Bingham, Ziad e Saeed irrompono nella cabina di pilotaggio e uccidono Homer e Dahl, prendendo infine il controllo dell'aereo. Prima di essere ucciso, Dahl fa appena in tempo a inviare accidentalmente un messaggio al Centro FAA di Cleveland urlando: «Fuori di qui, fuori di qui». Poco tempo dopo, Saeed uccide Welsh, e alle 9:35, Ziad fa virare l'aereo verso est, in direzione di Washington.
Più tardi, alle 09:37, il volo 77 si schianta contro il Pentagono. Contemporaneamente, sul volo 93, i passeggeri, tra cui Jeremy Glick e Todd Beamer, telefonano alle loro famiglie attraverso dei telefoni di bordo GTE avvertendoli del dirottamento. Dopo ad aver ricevuto la notizia degli attacchi contro il World Trade Center e il Pentagono, i passeggeri del volo 93 decidono di organizzare una ribellione per riprendere il controllo dell'aereo, rendendosi conto che gli attacchi avvenuti prima si erano rivelate missioni suicide. Tom si rifugia nel fondo dell'aereo e raduna Mark, Jeremy e Todd, scoprendo inoltre che uno dei passeggeri, Donald Greene, è un esperto pilota di aerei monomotori e afferma che proverà a far atterrare l'aereo sano e salvo.
Alle 09:57 i passeggeri, dopo ad aver dato l'ultimo addio alle loro famiglie, danno inizio alla rivolta contro i dirottatori: al-Haznawi viene malmenato e ucciso da Mark a colpi di estintore, dopodiché Louis Nacke gli sottrae la bomba scoprendo che è finta. Contemporaneamente, al-Nami avverte Saeed e Ziad della ribellione, e cerca di fermare i passeggeri con un carrello delle vivande, con uno spray irritante e con un estintore, ma viene catturato, immobilizzato e strangolato da Jeremy. Ziad, intanto, scuote di continuo l'aereo per impedire ai passeggeri di entrare nella cabina, ma nonostante le continue virate brusche, i passeggeri riescono a irrompere sfondando la porta col carrello delle vivande, ma nel tentativo di prendere i comandi, Ziad fa schiantare l'aereo facendolo capovolgere a testa in giù. Il film termina con l'aereo che si schianta su un prato a nord di Shanksville, in Pennsylvania, mandando l'immagine a nero. Durante i titoli di coda, appaiono una serie di didascalie che riguardano le reazioni del governo degli Stati Uniti, la durata della chiusura dello spazio aereo, e soprattutto, l'eroica rivolta dei passeggeri del volo 93, i quali, con il loro sacrificio e con il loro coraggio, anche se non hanno impedito del tutto lo schianto dell'aereo a Shanksville, riuscirono almeno a scongiurare l'attentato contro un edificio di Washington, ad esempio il Campidoglio o la Casa Bianca.

## Produzione
In un primo momento la sequenza introduttiva si chiudeva con la didascalia America's war on terror had begun (in italiano: "La guerra dell'America al terrore ha inizio"), ma fu poi sostituita dalla didascalia Dedicated to the memory of all those who lost their lives on September 11, 2001 (in italiano "Dedicato a quanti hanno perso la vita l'11 settembre 2001").

### Cast
Il film è il primo contributo hollywoodiano ad aver tratto dai fatti dell'11 settembre 2001 il proprio sviluppo narrativo. I passeggeri sono interpretati nel film da attori professionisti (ad esempio Tom Burnett è interpretato da Christian Clemenson, apparso in Veronica Mars), ma un assistente di volo, due piloti e altri membri del personale della United Airlines sono interpretati da veri dipendenti della compagnia di volo. Inoltre, alcune delle persone che hanno effettivamente preso parte alla vicenda interpretano sé stessi nel progetto cinematografico, come Ben Sliney, dirigente dell'Amministrazione dell'Aviazione Federale statunitense.

### Sceneggiatura
I dialoghi fra i passeggeri sono in gran parte il frutto delle prove di Greengrass con il cast del film e sono basati sui faccia a faccia fra gli attori e i familiari dei reali protagonisti della vicenda.
Un'altra scelta originale è quella di mantenere l'anonimato su gran parte dei passeggeri. Si vuole in questo modo enfatizzare lo sforzo collettivo, senza far prevalere alcun eroismo individuale; ma si vuole anche rendere la situazione con il massimo di realismo possibile, considerando che chi si trovava su quell'aereo con ogni probabilità non ha mai conosciuto il nome dei propri compagni di viaggio. D'altro canto, il desiderio di realismo si coglie anche dalla tipologia dei dialoghi, più tecnici che enfaticamente teatrali.

### Regia
Le riprese sono state fatte con una camera a mano, per la sua versatilità e immediatezza, e si sono svolte su un vecchio Boeing 757 che aveva viaggiato per la MyTravel Airways, mentre la Flightdeck solutions si è occupata della cabina di pilotaggio. Il tutto è stato allestito presso i Pinewood Studios, vicino a Londra, sia per ragioni economiche che per preservare gli attori dall'esame minuzioso cui sarebbero stati sottoposti dal pubblico statunitense.

## Contesto storico
Il volo United Airlines 93 era un Boeing 757-222 che volava regolarmente dall'Aeroporto Internazionale di Newark (Newark, New Jersey) all'Aeroporto Internazionale di San Francisco, in coincidenza con un altro velivolo diretto poi all'Aeroporto Internazionale di Narita (Tokyo, Giappone).
L'11 settembre 2001 il velivolo è stato coinvolto nel quadruplo dirottamento che ha portato al crollo delle Torri Gemelle del World Trade Center e di parte della facciata del Pentagono. Il volo United Airlines 93, diretto verso la capitale statunitense, fu l'unico a non raggiungere l'obiettivo, schiantandosi vicino Shanksville nella Contea di Somerset, in Pennsylvania, a circa 150 miglia a nord-ovest di Washington. Tutti i 37 passeggeri e i 7 membri dell'equipaggio morirono nello schianto.

## Distribuzione
United 93 è stato presentato nell'aprile del 2006 al Tribeca Film Festival di New York, un festival fondato per celebrare la metropoli statunitense quale punto di riferimento per le produzioni cinematografiche e contribuire alla ripresa di Manhattan. Per mostrare il loro sostegno alla pellicola, molti dei familiari dei passeggeri a bordo del volo hanno presenziato alla première del film.
L'uscita nelle sale è avvenuta il 28 aprile 2006 negli Stati Uniti e il 10% dei ricavi del primo week-end è stato devoluto in favore di un monumento in memoria delle vittime. Fino all'inizio del marzo 2007 il film ha incassato 31,4 milioni di dollari negli Stati Uniti, 76,2 milioni in tutto il mondo.

### Censura
La MPAA ha dato alla pellicola un rating "R" per «il linguaggio e alcune intense scene di terrore e violenza». A nulla è valso l'appello della Universal Pictures contro la valutazione.

## Riconoscimenti
- BAFTA al miglior regista
- 2 Kansas City Film Critics Circle Awards 2007: miglior film, miglior regista

### Storia
- Attentati dell'11 settembre 2001
- Teorie del complotto sull'attentato al World Trade Center dell'11 settembre 2001
- Cronologia degli attentati dell'11 settembre 2001
- Volo United Airlines 93
- Volo American Airlines 11
- Volo United Airlines 175
- Attentato al Pentagono dell'11 settembre 2001

### Cinema
- 11 settembre 2001 (film), film in 11 episodi nato da un'idea di Alain Brigand
- World Trade Center (film), film diretto da Oliver Stone
- Fahrenheit 9/11 di Michael Moore
- The Power of Nightmares di Adam Curtis
- Zeitgeist: The Movie di Peter Joseph (analizza l'argomento solo nella seconda parte, sostenendo le teorie complottiste).